# Ma che siamo tutti matti?
Ma che siamo tutti matti? (The Gods Must Be Crazy) è un film del 1980 diretto da Jamie Uys.
Ambientato in Botswana e Sudafrica, il film avrà quattro sequel, il primo (Lassù qualcuno è impazzito) ancora in Africa australe, mentre gli ultimi tre sono stati girati ad Hong Kong.

## Trama
Una bottiglietta di Coca-Cola, lanciata da un piccolo aereo, cade senza infrangersi nella savana del Kalahari, stravolgendo la vita di un gruppo di boscimani, senza alcun precedente contatto con la cultura occidentale. La tribù la ritiene un dono degli dèi, rivelandosi un valido strumento per moltissimi usi, dalla lavorazione delle pelli all'intreccio delle corde e addirittura uno strumento musicale. Ma ben presto si rivela una maledizione, poiché da essa scaturisce la lotta primordiale per il possesso, mai esperita in quella pacifica collettività. Il protagonista Xixo decide così di mettersi in viaggio per gettarla via nel precipizio che segna la fine del mondo, e ritrovare la serenità perduta.
La sua storia si intreccia in maniera rocambolesca con quelle di Andrew Steyn, un microbiologo imbranato, e di Kate Thompson, una giornalista sudafricana giunta in Botswana per insegnare. Si aggiunge un gruppo di mercenari fuggitivi da un fallito tentativo di colpo di stato in una vicina repubblica africana. I vari personaggi si incontrano ricorrentemente fra peripezie di ogni genere, fino al raggiungimento del lieto fine, contando sul vitale aiuto di Xixo, finalmente libero dai capricci degli dèi che altro non sono l'ingerenza degli Occidentali.
(Kate ad una collega, durante una pausa pranzo)

## Curiosità
- Il film viene spesso citato nei testi di antropologia, in riferimento alle popolazioni della Savana, facenti uso delle singolari consonanti clic caratteristiche di alcune lingue africane in via di estinzione, e nel film determinanti per la soluzione di alcune situazioni critiche. L'attore principale ha il nome impronunciabile di Nǃxau ǂToma, i quali grafemi, ignoti nelle lingue indoeuropee, appartengono al suddetto linguaggio.
- Il protagonista era un autentico san, volgarmente conosciuto come boscimani, e non era mai stato a contatto con la cultura occidentale. Ottenne un successo personale clamoroso, soprattutto in Asia, quale protagonista di un paio di sequel, dei quali è noto in Italia col titolo Lassù qualcuno è impazzito, in cui il protagonista finisce per errore nella città cinese di Hong Kong, per l'ennesima bottiglia di Coca Cola. È morto nel 2003 di tubercolosi.
- Nella versione italiana, vittima di alcuni tagli, la voce narrante è di Paolo Villaggio, con il proverbiale stile dei film su Fantozzi.